# Уэллинг (район Лондона)
Уэллинг (англ. Welling) — район Юго-Восточного Лондона (Англия), расположенный в пределах лондонского боро Бексли и граничащий с историческим графством Кент. Он находится в 2,4 км к западу от Бекслихит, в 6,4 км к юго-востоку от Вулиджа и в 16,9 км к востоко-юго-востоку от Чаринг-Кросс, традиционного центра Лондона.

## Этимология
Местная легенда гласит, что Уэллинг называется так потому, что в эпоху конных экипажей можно было сказать, что вы «хорошо доехали» в Кент или «хорошо закончили» путешествие вверх и вниз по холму Шутерс, который в то время был крутым, имел плохое дорожное покрытие и был печально известным притоном разбойников. До 1800-х годов большая часть Уэллинга вплоть до Блэкфена была покрыта лесом, который служил отличным укрытием для разбойников и грабителей, которые нападали на уязвимые медленные конные экипажи.
Однако местные историки недавно пришли к выводу, что название, скорее всего, происходит от «Welwyn» (что означает «место источника»), в связи с существованием подземного источника, расположенного в Уэллинг-Корнер, или, возможно, это манориальная ссылка на семью Уиллингов, которые жили в этом районе в 1301 году. Город упоминается как «Уэллен» в дорожном атласе Джона Огилби 1675 года.

## История

### Ранняя история
Часть Уэллинга, расположенная в Ист-Уикхеме, вероятно, является одним из старейших поселений в этом районе. В 1910 году в Ист-Уикхем был найден неолитический каменный топор, а в 1989 году недалеко от Дансона были обнаружены остатки римских построек.
До открытия линии Бекслихит 1 мая 1895 года Уэллинг был деревней на главной дороге, ведущей из Лондона в Кент (Уотлинг-стрит). Это был традиционный перевалочный пункт для карет; вдоль главной дороги были построены три трактира.

### XX век
После Первой мировой войны Совет городского округа Бексли построил более 400 домов к северу от железной дороги. Позже, когда поместье Дэнсон было продано застройщикам, земля к югу от железной дороги освободилась для пригородной застройки, и поселение включило в себя местные приходы Сент-Майклс Ист-Уикхэм и Сент-Джонс Уэллинг.
Район был частью муниципального боро Бексли в административном графстве Кент, пока в 1965 году боро не было упразднено в соответствии с Законом об органах управления Лондона 1963 года, а его территория передана Большому Лондону и стала частью современного Лондонского округа Бексли.
В течение пяти лет после 1990 года в Уэллинге располагалась штаб-квартира ультраправой Британской национальной партии (образованной в 1982 году). В 1993 году район стал ареной антирасистских беспорядков. Совет Бексли закрыл штаб-квартиру БНП в 1995 году.
В 1992 году группа местных жителей возродила фонд ветеранов Первой мировой войны, который был создан в 1921 году. В 1995 году фонд работал как местная благотворительная организация под названием East Wickham & Welling War Memorial Trust. В 1996 году на средства фонда был построен новый военный мемориал. Благотворительная цель фонда заключается в помощи местным группам с арендой мест для проведения мероприятий. Гранты фонда помогают молодым людям заниматься активным отдыхом, фонд также предоставляет ежегодную академическую стипендию. В 2006 году фонд предоставил грантов на общую сумму 47 000 фунтов стерлингов.

### XXI век
Осенью 2005 года была завершена масштабная модернизация дорожного покрытия и уличного освещения. 4 мая 2006 года прошли выборы в Совет лондонского боро Бексли. Пришедшая к власти консервативная администрация отменила выделенную автобусную полосу на улице Уэллинг-Хай-Стрит.
Зал для игры в бинго MECCA на улице Аппер-Уикхэм-лейн прекратил свою деятельность после национального запрета на курение в общественных местах. Это большое здание, которое первоначально было кинотеатром, сейчас работает как пятидесятническая церковь.
В марте 2013 года на Хай-стрит в переоборудованном магазине электротоваров открылся первый в Большом Лондоне микропаб — «The Door Hinge». В нём продаётся разливной эль, а также сидр и вино. Микропаб стал победителем конкурса CAMRA Bexley Branch Pub of the Year в 2014 году.

## Образование
1. Грамматическая школа Бексли
2. Начальная школа Bishop Ridley CofE (бывшая начальная школа Westwood)
3. Начальная школа Дэнсон
4. Начальная академия Ист-Уикхем
5. Начальная школа Исткот
6. Начальная школа Фостерс
7. Академия Харрис Фалконвуд[англ.]
8. Начальная школа Хиллсгроув
9. Начальная школа Хук Лэйн
10. Начальная школа St.Michael’s East Wickham CoE Primary School
11. Католическая начальная школа Святого Стефана[8]
12. Уэллингская школа[англ.]
13. Школа Вестбрук

## Культура
Кафе «Old Koffi Pot» (с англ. — «Старый кофейник»), построенное в 1930-х годах, до начала 1990-х годов было известно как «Ferrara’s». Это заведение было хорошо известно местным жителям своим мороженым и достигло успеха в период расцвета культуры потребления кофе 1960-х годов, когда молодые люди из Кента и Юго-Восточного Лондона заходили сюда подкрепиться по дороге на танцы или с танцев в бальном зале Embassy Ballroom (который был снесён, чтобы освободить место для строительства Embassy Court). В 2009 году «Старый кофейник» закрылся по «экономическим причинам», а на его месте открылось современное кафе, сохранившее название «The Koffi Shop», однако совершенно новый фасад и внутренняя отделка не имели никакой исторической связи с первоначальным заведением.

## Достопримечательности

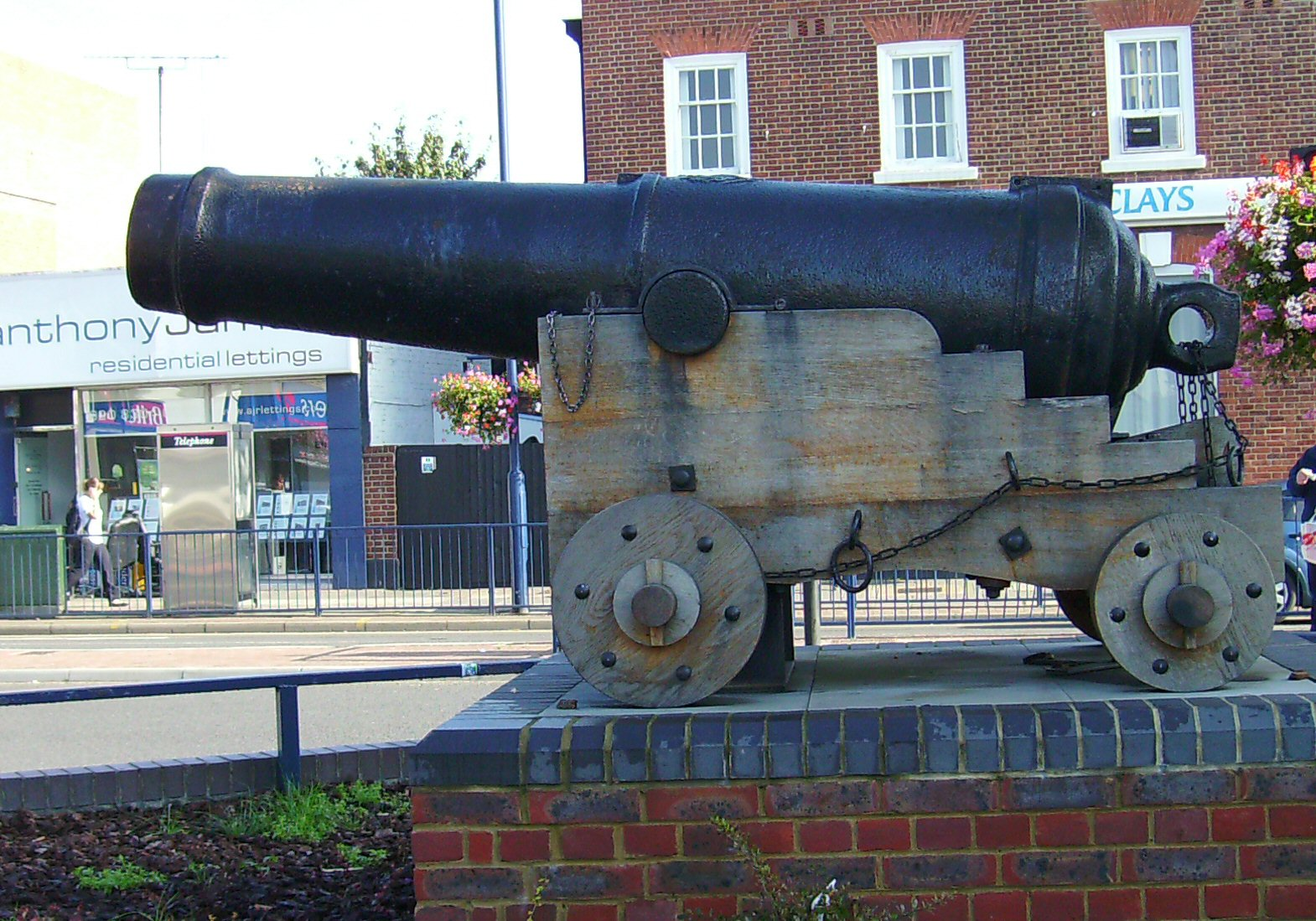
Русская пушка времён Крымской войны, расположенная в Уэллинг-Корнер

Большая русская пушка находится на Уэллинг-корнер. Это орудие — 36-фунтовая карронада (калибр 6,75 дюйма, 17 фунтов), использовавшаяся во время Крымской войны (1853—1856 гг.), выставленная на простом деревянном лафете. Карронада находилась на вооружении с 1780 по 1860 годы и была передана Уэллингу во временное пользование Королевским артиллерийским музеем в Вулидже как напоминание о связи Уэллинга с Королевским арсеналом в Вулидже — в Ист-Уикхеме во время Первой мировой войны были построены бараки для рабочих, занимавшихся производством боеприпасов.
Бывшее здание школы Фостера на Ист-Уикхем-Лейн является местной достопримечательностью. Школа переехала на Вестбрук-роуд в Уэллинге, а на её месте были построены жилые здания (с сохранением старого главного здания школы и дома директора, включенного в список исторического наследия II класса).
К северу от здания школы расположена бывшая церковь Святого Михаила 12-го века, которая в настоящее время используется греческой православной общиной. В 1933 году по соседству была построена новая церковь Святого Михаила, а первоначальная церковь стала часовней приходской церкви. В 1973 году она была объявлена ненужной и в следующем году приобретена православными. Ещё одна церковь в этом районе — церковь Святой Марии, дочерняя по отношению к церкви Святого Михаила, которая была построена в 1955 году и содержит ряд образцов литургического искусства 20 века.

## Транспорт

### Железная дорога
В Уэллинге находится железнодорожная станция сети National Rail. Из Уэллинга можно добраться до вокзалов Виктория, Чаринг-Кросс, Кэннон-Стрит, станций Слейд-Грин, Дартфорд и Грейвсенд.

### Автобусы
В Уэллинг ходят автобусы London Buses маршрутов 51, 89, 96, 422, 486, B11, B15, B16 и N89. Они соединяют Уэллинг с такими районами, как Эбби-Вуд, Бекслихит, Блэкхит, Блюуотер, Чарлтон, Крейфорд, Дартфорд, Эльтхэм, Кидбрук, Северный Гринвич, Орпингтон, Пламстед, Сидкап, Слейд-Грин, Сент-Мэри-Крей, Темзмид и Вулидж.

## Спорт и досуг

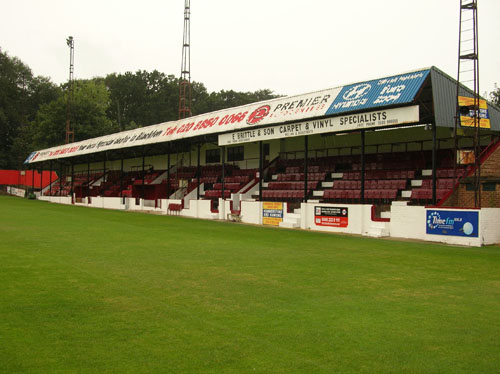
Парк-Вью-Роуд, домашняя площадка футбольного клуба Уэллинг Юнайтед

В Уэллинге есть два футбольных клуба нелигового уровня — Уэллинг Юнайтед и Эрит энд Бельведер, которые играют на стадионе Парк-Вью-Роуд. Хоккейный клуб Бексли и Бельведер базируется в спортивном клубе Бекслихит, но домашние матчи проводит в Эритской школе.

## Знаменитости
- Кейт Буш (1958), певица/автор песен, выросла в Ист-Уикхэм-Фарм на Уикхэм-стрит[12][13].
- Анджем Чудари (1967), исламистский политический активист, родился и вырос в Уэллинге[14].
- Эрнест Гринвуд[англ.] (1913—2009), художник, учитель и бывший президент Королевского общества акварели[англ.], родился в Уэллинге[15].
- Стив Хиллер (1969), музыкант, диджей, продюсер звукозаписи[16].
- Билл Пейто[англ.] (1869—1943), новатор, канадский горный гид, смотритель парков, родился в Уэллинге[17].
- Том Раворт[англ.] (1938—2017), поэт и художник, родился в Бекслихите и вырос в Уэллинге[18].
- Джон Уоллер[англ.] (1940—2018), английский пионер возрождения исторических европейских боевых искусств (HEMA) и постановщик боёв[англ.], родился в Уэллинге[19].